# Apalache
Los apalaches eran una tribu de indígenas americanos de pobladores de la Provincia de Apalache, Florida, hasta que fue ampliamente aniquilada y dispersada en el siglo XVIII. Vivieron entre el río Aucilla y el río Ochlockonee, en la parte superior de la Bahía Apalachee, y fueron contactados por primera vez por conquistadores españoles en el siglo XVI. Los apalaches hablaban una de las lenguas muskogi, ahora extinta, documentada por escritos que datan del periodo colonial español. 
El sistema montañoso de los Apalaches fue nombrado en su honor.

## Cultura
Alrededor del año 1100 la agricultura se convirtió en una actividad importante entre los apalaches. Los apalaches formaban parte de la Cultura del Fuerte Walton, la variedad de Florida de la Cultura de Misisipi. Los apalaches vivían en aldeas de diverso tamaño, o en ranchos de 2 km² (1/2 acres) o tamaños similares. Los asentamientos más pequeños podían tener un montículo y unas pocas casas. Los pueblos de mayor tamaño (de unas 50-100 casas) tenían varios montículos. Las aldeas  y pueblos a menudo estaban ubicadas cerca de lagos. La mayor comunidad apalache se encuentra en el Lago Jackson en el norte de la actual Tallahassee (Florida). Esta comunidad tenía varios montículos, algunos de los cuales están ahora bajo la protección del Parque Estatal de los Montículos Arqueológicos del Lago Jackson, junto con 200 o más casas.

## Economía
Los apalaches cultivaban maíz, judías, cucurbitas, calabazas y girasoles. Recolectaban fresas salvajes, las raíces y los retoños de matas de Greenbrier común, verduras como cenizos, las raíces de una o más plantas acuáticas sin identificar para hacer harina, nueces de Carya, bellotas, bayas de Sabal Serrulata y persimonios. Pescaban peces y tortugas en los lagos y ríos, y ostras y peces en la Costa del Golfo. Cazaban ciervos, osos, conejos y patos.
Los apalaches formaban parte de una red de trueque que se extendía desde la Costa del Golfo hasta los Grandes Lagos, y al oeste hacia lo que es ahora Oklahoma. Los apalaches obtenían herramientas de cobre, hojas de mica, nefrita verde y galena a través de este intercambio. Probablemente pagaban estas importaciones con conchas, perlas, dientes de tiburón, pescado en conserva y carne de tortuga marina, sal y hojas y ramitas de acebo yaupon (usadas para hacer brebaje negro).
Fabricaban herramientas con piedra, hueso y conchas. Practicaban la alfarería, tejían la ropa y curaban el cuero. Construían casas cubiertas de hojas de palmera o la corteza de cipreses o álamos. Almacenaban la comida en hoyos en el suelo señalados por alfombras, ahumando o secando al fuego los alimentos. (Cuando Hernando de Soto se hizo con el pueblo apalache de Anhaico en 1539, encontró suficientes víveres almacenados como para alimentar a sus 600 hombres y 220 caballos durante 5 meses).

## Costumbres
Los hombres apalaches vestían un taparrabos de piel de ciervo. Las mujeres iban ataviadas con una falda de musgo español u otras plantas fibrosas. Los hombres pintaban sus cuerpos colocando plumas de rojo ocre en la cabellera cuando se preparaban para la batalla y fumaban tabaco.
Los guerreros de la tribu acostumbraban a arrancar el cuero cabelludo a los oponentes que mataban, y exhibían esos cueros cabelludos como un símbolo de su habilidad. Arrancar un cuero cabelludo era un medio de entrar en la clase guerrera, y era celebrada con una danza del cuero cabelludo usando máscaras hechas con picos de aves y pelaje animal. Era costumbre que la aldea de un clan de un guerrero asesinado vengase su muerte.
Los apalaches jugaban a un juego de pelota que fue descrito por los españoles en el siglo XVII. Dos jugadores daban patadas a una pequeña pelota, hecha envolviendo barro seco con cuero curtido, intentando alcanzar a un poste. Solo había un poste, con un nido de águila calva encima. Los jugadores anotaban un tanto si daban al poste con la pelota, y dos si la bola entraba en el nido. Con once puntos se ganaba el partido. Los espectadores apostaban fuertemente en los juegos.
Hasta 50 hombres podían formar un equipo. A los mejores jugadores se les premiaba mucho, y las aldeas les daban casas, cultivaban sus tierras por ello y pasaban por alto sus fechorías siempre intentando que estos jugadores se quedasen en sus equipos. Los retos a duelos mediante un juego y la construcción de postes de goles llevaban consigo rituales y ceremonias. El juego en sí tenía pocas reglas y podía ser bastante violento, por lo que los jugadores podían sufrir graves lesiones e incluso la muerte.

## Encuentros con españoles
Dos expediciones españolas se encontraron con los apalaches en la primera mitad del siglo XVI. La expedición de Pánfilo de Narváez entró en territorio apalache en 1528. La expedición de Narváez cambió de rumbo para dirigirse a la costa en la Bahía Apalache, donde construyeron cinco barcos e intentaron partir hacia México.
En 1539, Hernando de Soto tomó tierra con un gran contingente de hombres y caballos en el oeste de la costa de la península de Florida, en busca de oro. Las personas con que se encontró le contaron que se podía hallar oro en Apalache. No se sabe si esto era una referencia a las montañas del norte de Georgia, que es un lugar con oro, o a las joyas de cobre que los apalaches habían adquirido mediante el trueque. En cualquier caso, sirvió para mandar a Hernando de Soto y sus hombres lejos de ahí.
Debido a su anterior experiencia con la expedición de Narváez y a las historias que escucharon sobre la lucha entre la expedición de Hernando de Soto y las tribus con que se encontraron, los apalaches temían y odiaban a los españoles. La expedición de Hernando de Soto entró en territorio de la tribu, y se describe a los soldados españoles lanzando a todos los indios que se encontraban a ambos lados del camino. De Soto y sus hombres asaltaron la ciudad de Anhaica, en el lugar de la actual Tallahassee, Florida, y pasaron allí el invierno de 1539-1540.
Los apalaches contraatacaron con pequeñas incursiones y emboscadas. Sus lanzas podían atravesar dos capas de cota de malla. Pronto aprendieron a apuntar a los caballos, puesto que éstos daban gran ventaja a los españoles respecto de los apalaches que iban a pie. Se decía que los apalaches sentían mayor placer matando a uno de esos animales que al que sentían matando a cuatro cristianos. En la primavera de 1540, Hernando de Soto y sus hombres dejaron estas tierras y se dirigieron al norte, a lo que es actualmente el estado de Georgia.

## Misiones españolas
Hacia 1600 los franciscanos españoles instalaron una misión exitosa entre ellos, pero en la Guerra de la reina Ana (1702-1708), hombres del estado de Carolina viajaron al sur hacia la Florida y atacaron a los indios y a los misioneros españoles que vivían con ellos. De esta época data la masacre de Apalache y un gran número de Mártires de Florida, religiosos y fieles católicos apalaches asesinados por motivos religiosos. Algunos apalaches fueron asesinados y otros que fueron capturados y vendidos como esclavos conservaron su identidad durante algún tiempo. Otros fueron dados a los indios Creek que habían ayudado a los hombres de Carolina, y otros se fueron al oeste aceptando una oferta para vivir en la zona controlada por los franceses en Mobile. En 1763, la mayoría de los apalaches habían sido trasladados a la Parroquia de Rapides en Luisiana. En la actualidad, entre 250 y 300 de sus descendientes todavía viven allí. Son los únicos descendientes documentados de todas las poblaciones nativas prehistóricas de Florida.